# Sławuta
Sławuta (ukr. Славута, jid. סלאוויטא) – miasto rejonowe w obwodzie chmielnickim Ukrainy, na wschodnim brzegu Horynia. Przez Sławutę przepływa rzeczka Utka, która tworzy w centrum rozległy staw miejski i uchodzi do Horynia.
Sławuta położona jest na Wysoczyźnie Wołyńskiej. Średnia temperatura stycznia wynosi -4 °C; roczna suma opadów 600 mm.
Liczba mieszkańców w 2003 r.: ok. 34 tys.; Polacy według ukraińskiego spisu stanowią 3,5%. Dynamika demograficzna: spis z 2001 r. wykazał 34,3 tys.; w 1975 r. było 28,5 tys. osób; w 1939 r.: 15,2 tys.; w 1926 r.: 10 tys.; w 1923 r.: 7,3 tys.; w 1897 r.: 8,5 tys. W 1870 roku 65% mieszkańców Sławuty było wyznania mojżeszowego.
Polskie Ministerstwo Edukacji deleguje od lat 90. XX w. do pracy oświatowej wśród miejscowej Polonii kilku nauczycieli z Polski.

## Historia

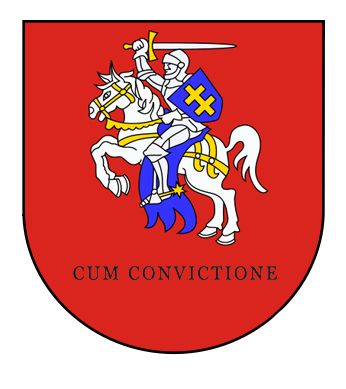
Historyczny symbol Sławuty

W 1506 Sanguszkowie założyli w Sławucie stadninę koni, która istniała przez 400 lat do 1917 roku. Prawa miejskie Sławuta otrzymała 25 kwietnia 1633 roku jako Sławutyn. Od roku 1720 była siedzibą rodu książęcego Sanguszków, wywodzących się od brata króla Jagiełły, Fiodora. Sanguszkowie okazali się faktycznymi dobroczyńcami miasta, inwestowali w rozwój gospodarczy i socjalny regionu. Do XXI wieku cieszą się dobrą sławą wśród mieszkańców. Prywatne miasto szlacheckie, położone w województwie wołyńskim, w 1739 roku należało do klucza Sławuta Lubomirskich.
Ze względu na przejęcie w roku 1792 sławuckiej drukarni Sanguszków przez rabina Mosze Szapirę o orientacji chasydzkiej, Sławuta weszła także do historii kultury judaistycznej (wydanie tzw. babilońskiego Talmudu).
Wskutek II rozbioru Rzeczypospolitej Sławuta znalazła się w 1793 roku w Cesarstwie Rosyjskim. Pamięć o Polsce trwała w tym rejonie długo. Do Sławuty dotarło powstanie styczniowe. W 1863 roku oddział powstańców Różyckiego był ukrywany przez Sanguszków we dworze.

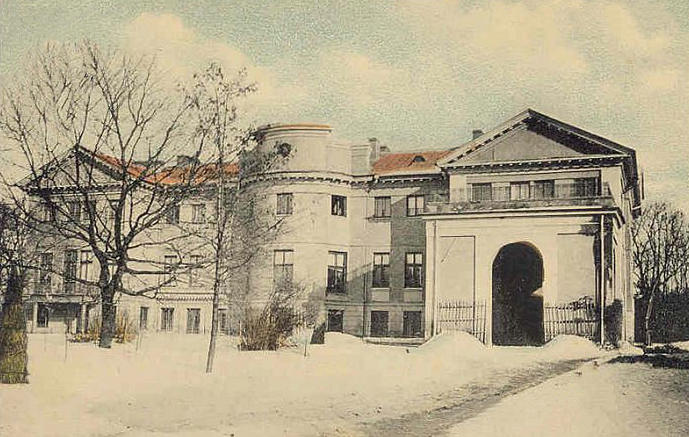
Pałac Sanguszków na początku XX wieku

Ostatni z książąt – Roman Damian Sanguszko – zginął w majątku 1 listopada 1917 roku (19 października według kalendarza juliańskiego) zakłuty bagnetami przez zrewoltowanych żołnierzy rosyjskich z 264. zapasowego pułku piechoty. Przestała istnieć wtedy też legendarna stadnina czterystu koni arabskich ze stadem zarodowym w Chrestówce. Po upadku Imperium Rosyjskiego i zgodnie z traktatem ryskim, kończącym wojnę polsko-radziecką, Sławuta przypadła ZSRR i została wcielona do Ukraińskiej SRR; stała się miasteczkiem przygranicznym leżącym kilkanaście kilometrów od Polski. W rejonie znajdują się fragmenty fortyfikacji tzw. linii Stalina (DOT-y przy wsiach Maniatyn, Maraczówka, Kołomla, Baczmanówka).
Pod rozbiorami siedziba gminy Sławuta w powiecie zasławskim guberni wołyńskiej.
Miejscowi Żydzi ponieśli wielkie ofiary wskutek niemieckiego ludobójstwa po zaatakowaniu przez III Rzeszę Związku Radzieckiego 22 czerwca 1941 roku. Getto uruchomiono w marcu 1942 roku. Spośród 2,5 tysiąca mieszkańców miasteczka zgładzonych przez hitlerowców podczas okupacji, Żydzi stanowili 2296 osób. Potomkowie Szapiry do dziś żyją w Sławucie – np. emerytowana nauczycielka Maria Liberzon, urodzona w 1929 roku.
Podczas II wojny światowej ludność ukraińska z okolic Sławuty okazała się dość odporna na antypolską i proniemiecką agitację banderowską (w odróżnieniu od terenów na zachód od Horynia). Okupacja rozpoczęła się 7 lipca 1941 roku. Pod kryptonimem „Gross Lazaret Slawuta. Tabor 301” istniał tu hitlerowski obóz koncentracyjny. Zamęczono w nim 150 tysięcy jeńców radzieckich. W okolicach powstawały oddziały partyzanckie, podporządkowane Armii Czerwonej. Największy oddział, utworzony przez Antoniego Oduchę, dr. Fiodora Michajłowa (uznani za Bohaterów Związku Radzieckiego) i Antoniego Jaworskiego, został zdziesiątkowany w 1943 roku – poległo niemal 70% żołnierzy konspiracji. Istniał też banderowski zagon (pułk) UPA „Piwnicz”. Ostatecznie Sławutę wyzwolili od Niemców partyzanci Oduchy 15 stycznia 1944 roku.

## Współczesność

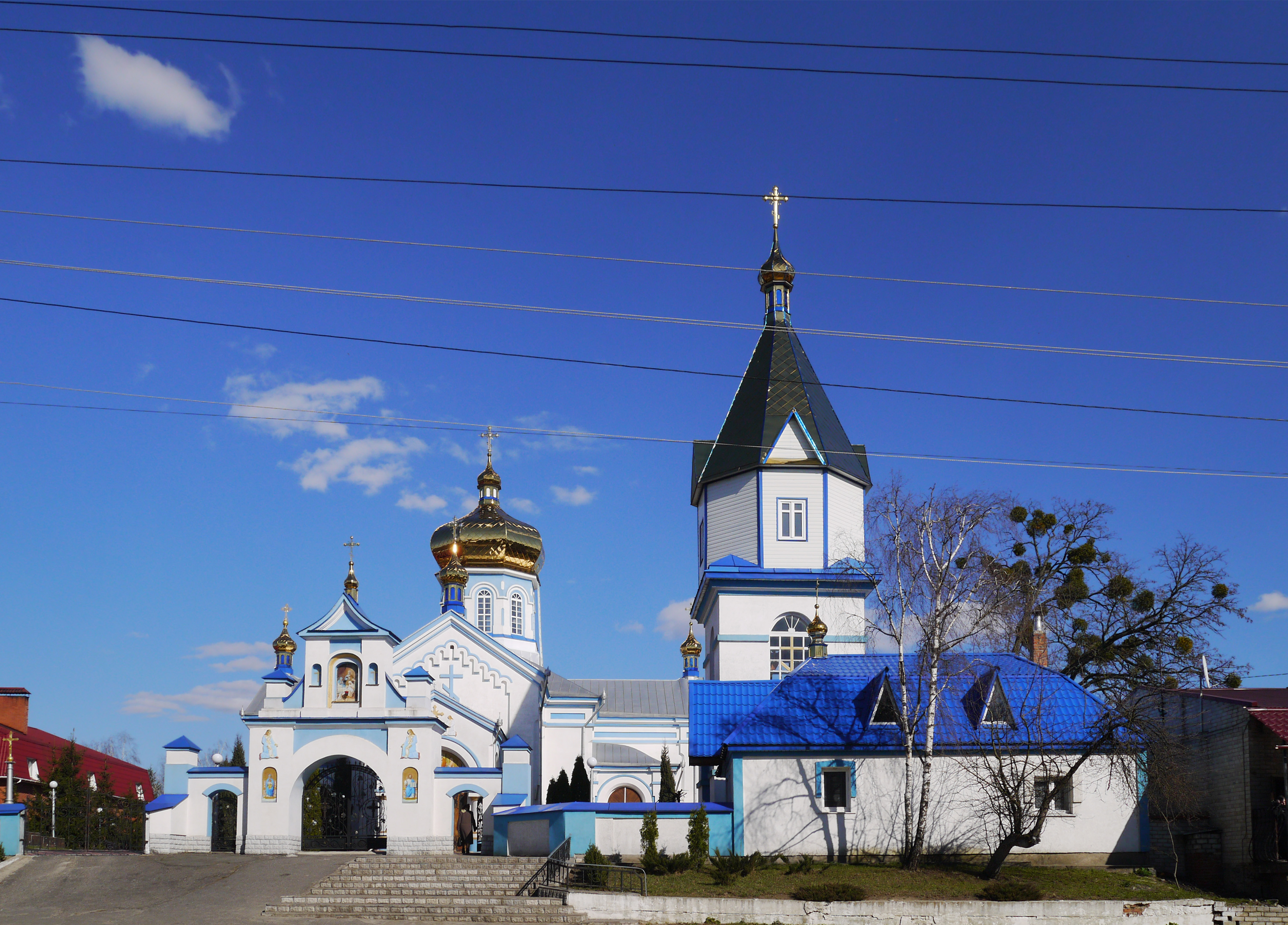
Cerkiew Narodzenia Najświętszej Maryi Panny

Nieopodal Sławuty pracuje Chmielnicka Elektrownia Atomowa (w odległości 10 km; przy miejscowości Niecieszyn), zbudowana w latach 1980–1990 XX wieku w znacznym stopniu przez firmy i załogi z Polski.
Pod Sławutą znajduje się poradziecki poligon, a faktycznie arsenał polowy dzisiejszej armii ukraińskiej (wieś Cwitocha). Czasem wybuchające „samoistnie” ładunki dolatują w pobliże miasteczka – ostatnio 6 maja 2005 roku; według prokuratury doszło wtedy do zacierania śladów nadużyć na poligonie przez podpalenie – wybuchła wówczas amunicja o wartości 30 mln USD (ze względu na ryzyko ogłoszono nawet alarm w Chmielnickiej Elektrowni Atomowej, położonej w odległości 20 km od poligonu).
W społeczności lokalnej powiatu funkcjonuje kilka wyznań religijnych: 28 wspólnot prawosławnych uznaje zwierzchność patriarchatu moskiewskiego, a 2 - kijowskiego. Istnieje parafia katolicka pw. św. Doroty, gmina żydowska, zbór ewangelicki oraz misja baptystów.
Na ulicach mówi się po ukraińsku, rzadko po rosyjsku (w odróżnieniu np. od Kijowa), choć mieszkańcy oponują, gdy zalicza się ich do tzw. Zachodniej Ukrainy. Mieszkańcy biegle posługują się językiem rosyjskim.
W listopadzie 2003 roku nieznani sprawcy nocą ustawili w centrum Sławuty 4-metrowy, granitowy pomnik W.I. Lenina, w roku 1998 zdemontowany przez władze. Prokuratura i kontrwywiad Ukrainy zajęły się wyjaśnieniem zdarzenia, ale pomnik pozostał w mieście do 20 lutego 2014, gdy został zburzony.
W mieście pracuje fabryka wyrobów sanitarnych Budfarfor (ukr. Комбинат Будфарфор), w której 50% udziałów posiada fiński koncern „Sanitec” (od listopada 2006). Zakład ma długą historię. Powstał w 1909 roku jako inwestycja Uszera Moszkowicza Sigala, kupca odeskiego. Marka „Budfarfor” jest znana od Morza Barentsa po Morze Czarne oraz w poradzieckiej Azji Środkowej. Zakład (filia oddziału Sanitec Koło) pretenduje do statusu największego producenta klozetów, umywalek i bidetów w Europie Środkowowschodniej.
Inne zakłady: pokryć dachowych, papiernia, browar, największa słodownia na Ukrainie (Sławucki Zakład Słodowy SA - główny udziałowiec od 2004 to franc. „Soufflet Group” choć jej pakiet akcji zmalał z 90 do 64% na rzecz EBOiR). Obwód chmielnicki jest bodaj najbiedniejszym regionem Ukrainy, z najniższymi płacami - na tym tle Sławuta pozytywnie się wyróżnia (stan na wiosnę 2007 roku).
Sławuta ma bezpośrednie połączenie kolejowe z Warszawą i Kijowem. Niedaleko jest także ważny węzeł kolejowy w mieście Szepietówka (20 min. samochodem ze Sławuty).
Hotel „Sławutczanka” znajduje się w samym centrum miasta, ul. Dzierżyńskiego 2 (obok Placu Czerwonego). Pokoje są z łazienkami. Z języków obcych obsługa mówi po rosyjsku.

## Zabytki
- zamek - zniszczony po 1917

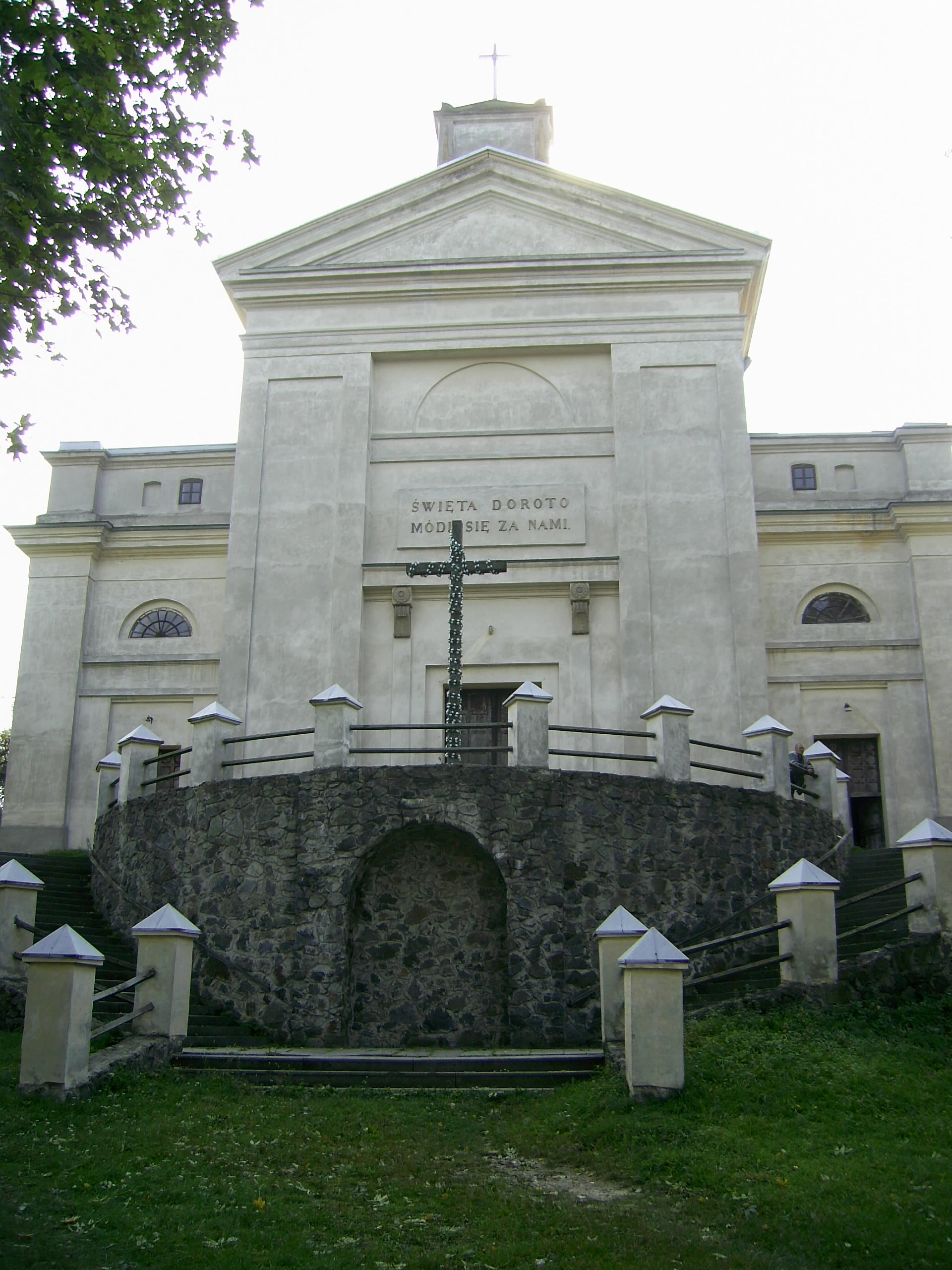
Kościół św. Doroty

- cmentarz polski, zabytkowy choć zaniedbany, znajduje się w samym centrum Sławuty, nieopodal rynku i Placu Czerwonego
- kościół katolicki pw. św. Doroty z 1822 r., ciekawy historycznie i artystycznie, wzorowany na paryskim soborze św. Eustachego, znajduje się poza centrum, proboszczem od 1996 r. jest Jan Szańca, Polak.
- stajnie pałacowe koni arabskich, obecnie szpital

## Ludzie związani z miastem
- Seweryn Goszczyński – polski poeta romantyczny; w dzieciństwie uczęszczał do szkółek parafialnych w Sławucie; pomieszkiwał tu też u babki
- Tytus Jemielewski – polski polityk ludowy
- Władysław Korsak – polski działacz państwowy, wojewoda stanisławowski i kielecki, wiceminister spraw wewnętrznych,
- Włodzimierz Łoś – polski malarz,
- Julian Pęski – polski lekarz i chirurg,
- Maria Klementyna Potocka – polska księżna,
- Leon Romanowski – polski prawnik, heraldyk, literat, doradca prawny książąt Sanguszków w Sławucie,
- Maciej Rybiński – polski generał, ostatni wódz naczelny powstania listopadowego,
- Henryk Rzewuski – polski powieściopisarz i publicysta,
- Władysław Hieronim Sanguszko – polski książę o poglądach konserwatywnych.